# Josef Dessauer
Josef Dessauer, właśc. Siegmund Dessauer (ur. 28 maja 1798 w Pradze, zm. 8 lipca 1876 w Mödling) – czeski kompozytor i pianista.

## Życiorys
Uczył się w Pradze u Bedřicha Diviša Webera (teoria, generałbas) i Václava Tomáška (fortepian i kompozycja). Często przebywał w Wiedniu, gdzie poznał Franza Schuberta i w 1836 roku osiadł na stałe. W latach 1831–1832 i 1842–1843 przebywał w Paryżu. Ceniony był jako autor pieśni, w których wykorzystywał elementy melodii ludowych. Popularnością cieszyły się także jego romantyczne opery, w których stosował często rytmy polonezowe. Przyjaźnił się z Lisztem, który dokonał transkrypcji kilku jego pieśni, oraz z Chopinem, który zadedykował mu swoje Polonezy op. 26.
Skomponował opery Lidwina (wyst. Praga 1836), Ein Besuch in Saint-Cyr (wyst. Wiedeń 1851), Domingo (wyst. Wiedeń 1860) i Oberon (niewystawiona), ponadto pisał m.in. uwertury, kwartety smyczkowe, utwory fortepianowe.